# Порфірит
Порфірит (рос. порфирит, англ. porphyrite, нім. Porphyrit m) – загальна назва палеотипних ефузивних середніх і основних гірських порід, у структурі яких крупні виділення плагіоклазу, рогової обманки або піроксену містяться в тонкозернистій основній масі, що складається з тих же мінералів і зміненого (хлоритизованого) скла (порфірова структура). У залежності від складу аналогічної кайнотипної породи розрізнюють П. базальтовий, андезитовий і ін. П. називають також гіпабісальні, жильні середні і основні гірські породи з порфіровою структурою. Використовують як будівельний матеріал.
Термін в українській науковій практиці вперше згадується в книзі (курсах лекцій у Києво-Могилянській академії) Ф.Прокоповича “Про досконалі змішані неживі тіла – метали, камені та інші” (1705 – 1709 рр.).